# Секідзука Такасі
Такасі Секідзука (яп. 関塚 隆; нар. 26 жовтня 1960, Фунабасі) — японський футболіст, що грав на позиції нападника.

## Клубна кар'єра
Такасі Секідзука виступав за команду Японської футбольної ліги «Хонда» з 1984 по 1991 рік. У першому ж своєму сезоні він став новачком року і увійшов список 11 кращих гравців ліги 1984 року.

## Тренерська кар'єра
Свою тренерську кар'єру Такасі Секідзука починав, працюючи з футбольною командою Університету Васеда. З 1993 по 1994 рік він був помічником головного тренера клубу «Касіма Антлерс», у 1995 році Секідзука обіймав аналогічну посаду в команді «Сімідзу С-Палс». У 1996 році він повернувся в «Касіма Антлерс» на колишню посаду, де залишався до 2003 року. У липні 1998 і в серпні 1999 року він тимчасово виконував обов'язки головного тренера. 
У 2004 році Такасі Секідзука очолив «Кавасакі Фронтале» і в першому ж сезоні привів цю команду до впевненої перемоги у Другому дивізіоні Джей-ліги і повернення у Перший дивізіон. У чемпіонаті 2006 року «Кавасакі Фронтале» став другим. У квітні 2008 року Такасі покинув свій пост, але в сезоні 2009 знову зайняв його і також привів команду до другого місця за підсумками чемпіонату. 
З 2010 по 2012 рік він очолював молодіжну збірну Японії, яка в статусі олімпійської виступала на футбольному турнірі Олімпійських ігор 2012 року в Лондоні, де стала четвертою, поступившись у півфіналі мексиканцям, а в матчі за третє місце корейцям.

## Титули і досягнення
- Переможець Азійських ігор: 2010